# Ceroxylon quindiuense
La palma de cera del Quindío (Ceroxylon quindiuense) es una palma nativa de los bosques montañosos húmedos andinos del parque nacional natural Los Nevados, en Colombia. Las poblaciones más grandes y mejor conservadas se encuentran en los valles altos andinos del Departamento del Tolima (Corregimiento Toche, Municipio de Ibagué). También está presente en el valle de Cocora del departamento del Quindío en el eje cafetero, en el Valle del Cauca (corregimiento Tenerife, municipio de El Cerrito) y en el departamento de Caldas, en el municipio de Marulanda y en el corregimiento San Félix (Salamina). 

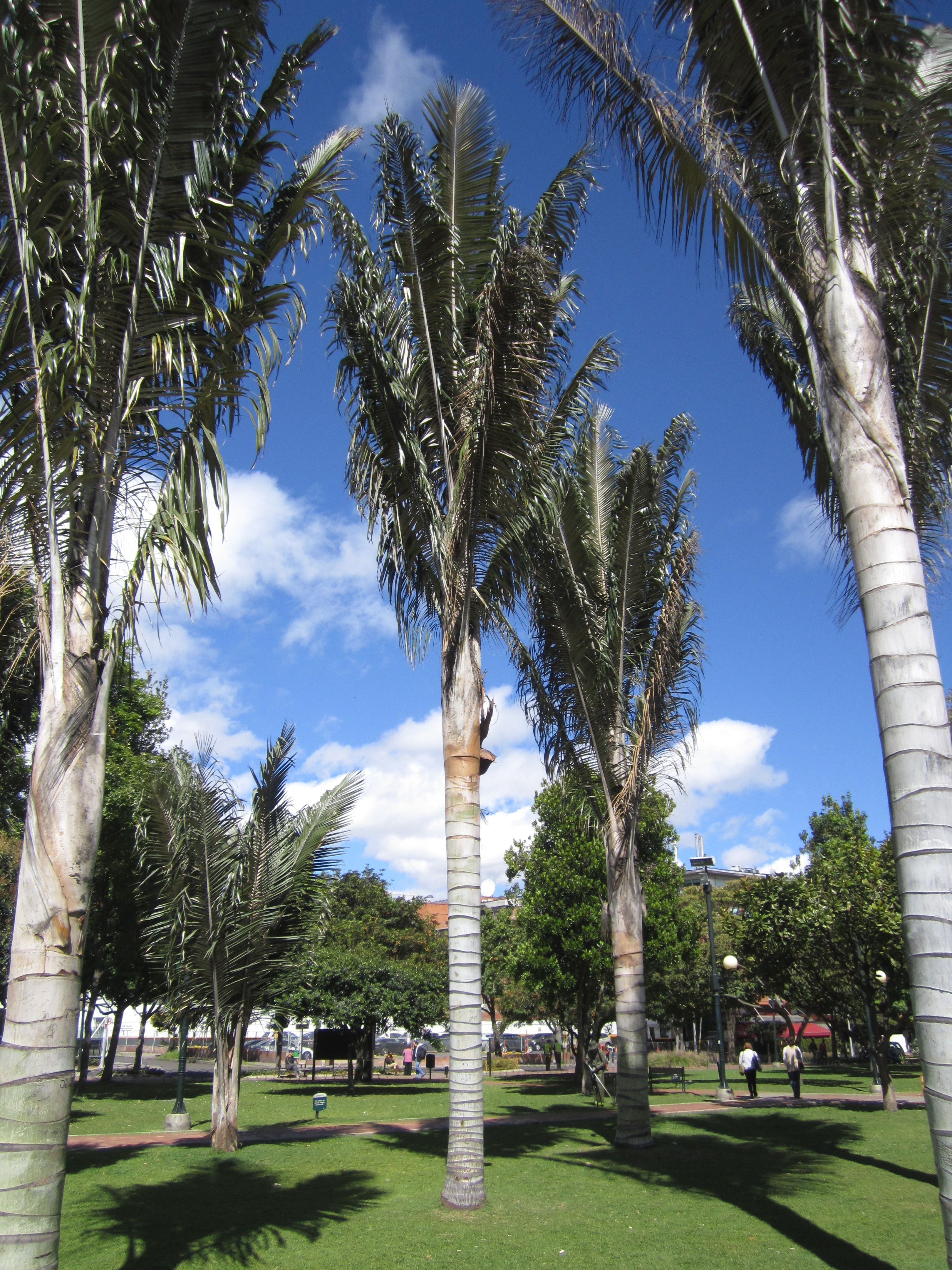
Palmas en el Parque de la 93 en Bogotá.

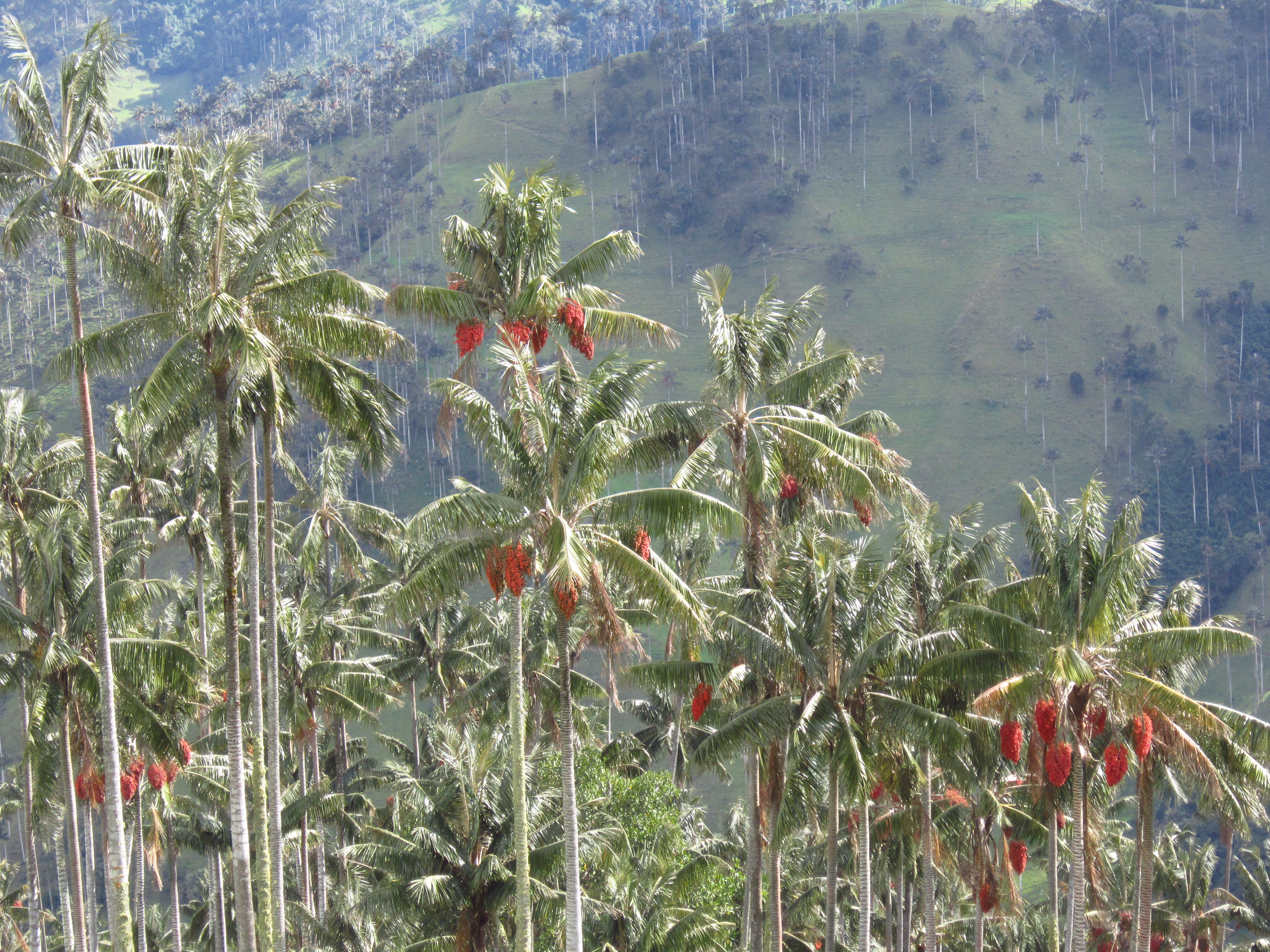
Palmas en la Finca La Carbonera (Toche-Tolima).

## Descripción
En buenas condiciones, crece hasta los 70 metros. Es la monocotiledónea más grande del mundo. Sus hojas son verde oscuras y grisáceas, con pecíolos de más de 2 m de longitud. El tronco es cilíndrico, liso y cubierto de cera. Cuando las hojas mueren y caen, dejan un anillo negro alrededor del tallo. Es una especie protegida. Ceroxylon quindiuense tiene un crecimiento extremadamente alto, y vive más de cien años. Fue estudiado por Alexander von Humboldt en 1801. Es una planta en peligro de extinción.

## Honores
Fue escogida como árbol nacional de Colombia por la Comisión Preparatoria del III Congreso Sudamericano de Botánica, celebrado en Bogotá en 1952. Fue adoptada oficialmente como árbol nacional mediante la Ley 61 del 16 de septiembre de 1985.En 2006, la palma de cera fue nominada como símbolo cultural de Colombia en el concurso organizado por la revista Semana con el apoyo de Caracol TV, el Ministerio de Cultura y Colombia es pasión.

## Ecología

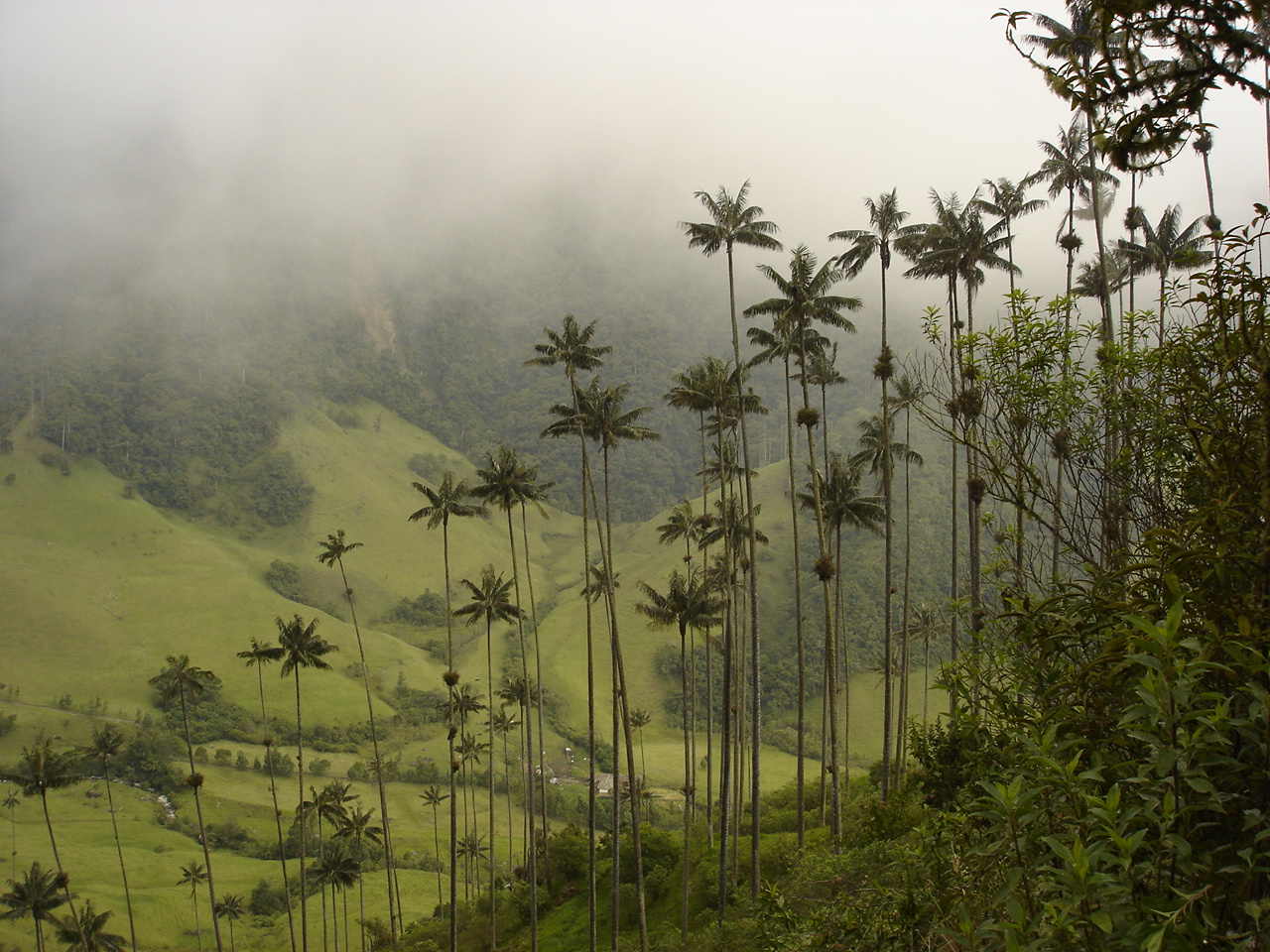
Panorama del Valle de Cocora con palmas de cera.

Esta planta constituye un hábitat para muchas formas de vida, frecuentemente especies en riesgo de extinción como el loro orejiamarillo (Ognorhynchus icterotis). Crece en grupos sobre las estribaciones occidentales de los Andes, entre 2.500 a 2.800 m s. n. m., con temperaturas oscilando entre 12 y 19 °C, y lluvias promedio de 1800 mm/año, en suelos arenosos de alta acidez.

## Ciclo de vida
Una palma de cera adulta produce grandes racimos que dan muchos frutos los que van cayendo al suelo, su color puede ser rojo o naranja encendido y servirá para producir un retoño suspendido.
Al caer el fruto al suelo su cubierta se descompone quedando la semilla expuesta para absorber agua y poder germinar. Cuando la semilla germina, hacia abajo se produce una raíz y hacia arriba brota un retoño.
Este retoño muy pequeño tiene hojas muy cerradas, si las protegemos y le damos un buen trato se abrirán muy hermosas. Si hay poca luz y buenos nutrientes esta plántula crecerá para volverse juvenil, la plántula crecerá muy lento pero segura continuará produciendo hojas hasta llegar a ser juvenil. En el estado juvenil permanecerá muchos años hasta que produzca su tallo, al caer sus hojas van dejando unos anillos enmarcados en el tallo, el cual seguirá creciendo lentamente hasta alcanzar una buena altura y llegar a florecer este proceso puede durar unos 40 años.
Al sacar su primera cosecha, la palma ya es adulta y hasta finalizar su productividad, la palma tendrá unos 60 años de vida. Vivirá otros 40 años hasta morir después de los 100 años y alcanzar una altura que va desde los 60 a los 70 metros.

## Usos y riesgos de extinción
La palma está en riesgo de extinción por varias acciones:
- La deforestación de los bosques andinos y su transformación en potreros.
- Los frutos que caen al suelo en los potreros y germinan; pero el ganado consume las plántulas jóvenes y estas no se desarrollan.
- Su cera se usaba para hacer velas, hasta la introducción de la electricidad.
- Su madera es muy codiciada para la industria maderera.
- Los frutos se usan para alimento del ganado.
- Las hojas se usaron intensamente en las celebraciones católicas del Domingo de Ramos. Aunque ya casi no se usa bastante esta costumbre, aún se realiza la venta de las mismas en las celebraciones.
- Algunas personas cortan las palmas que apenas están creciendo y estas no se logran reproducir.

Todas estas circunstancias producen una drástica reducción del número de especímenes, motivando al gobierno colombiano a comenzar acciones de protección para los árboles sobrevivientes.

## Taxonomía
Ceroxylon quindiuense fue descrita por (Karsten) y publicado en Bonplandia 8: 70. 1860.
Etimología
Ceroxylon: nombre genérico compuesto de las palabras griegas: kèròs = "cera" y xγlon = "madera", en referencia a la gruesa cera blanca que se encuentra en los troncos.
quindiuense: epíteto geográfico que alude a su localización en Quindío.
Sinonimia:
- Klopstockia quindiuensis H.Karst., 1859[7]
- Ceroxylon floccosum Burret, 1929[8][9]